# Cristodoro
Cristodoro (in greco antico: Χριστόδωρος?, Christódoros; Coptos, ... – ...; fl. fine V secolo) è stato un poeta bizantino, uno degli ultimi esponenti della letteratura ellenistica.

## Biografia
Originario di Copto in Egitto, Cristodoro scrisse durante il regno di Anastasio I (491-518), come appare dal fatto che dedicò a questo imperatore un poema sulla guerra isaurica, ricordato da Suda.

## Opere
Secondo Suda, fu autore del poema Lydiaka (Λυδιακά), sulla storia della Lidia, delle Isauriche (Ἰσαυρικά), sulla vittoriosa guerra isaurica di Anastasio, di tre libri di epigrammi e altre opere. Tutto ciò è andato perduto.
Oltre a due epigrammi, di Cristodoro si è conservata solamente una descrizione in 416 esametri delle statue che adornavano il ginnasio di Zeusippo di Costantinopoli (Ἔκφρασις τῶν ἀγαλμάτων τῶν εἰς τὸ δημόσιον γυμνάσιον τὸ ἐπικαλουμένον τοῦ Ζευξίππου), che costituisce il "libro 2" dell'Antologia Palatina.
I suoi modelli principali sono Omero e Nonno di Panopoli, di cui segue strettamente la struttura degli esametri.